# Chthonius ellingseni
Chthonius ellingseni är en spindeldjursart som beskrevs av Beier 1939. Chthonius ellingseni ingår i släktet Chthonius och familjen käkklokrypare. Inga underarter finns listade i Catalogue of Life.